# Loża wolnomularska

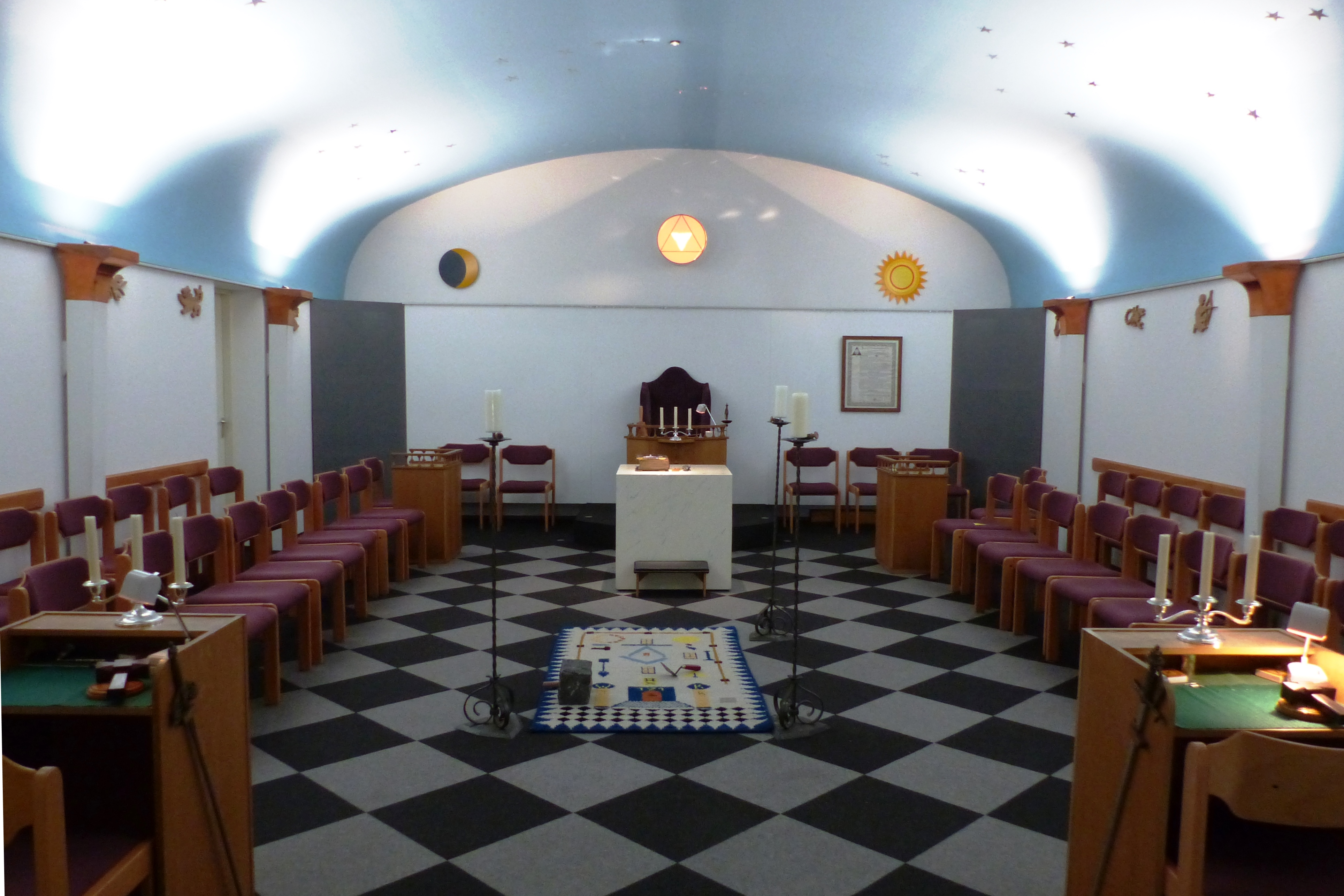
Świątynia, miejsce afiliacji. Loża wolnomularska De Achterhoek w miejscowości Winterswijk (prowincja Geldria w Holandii).

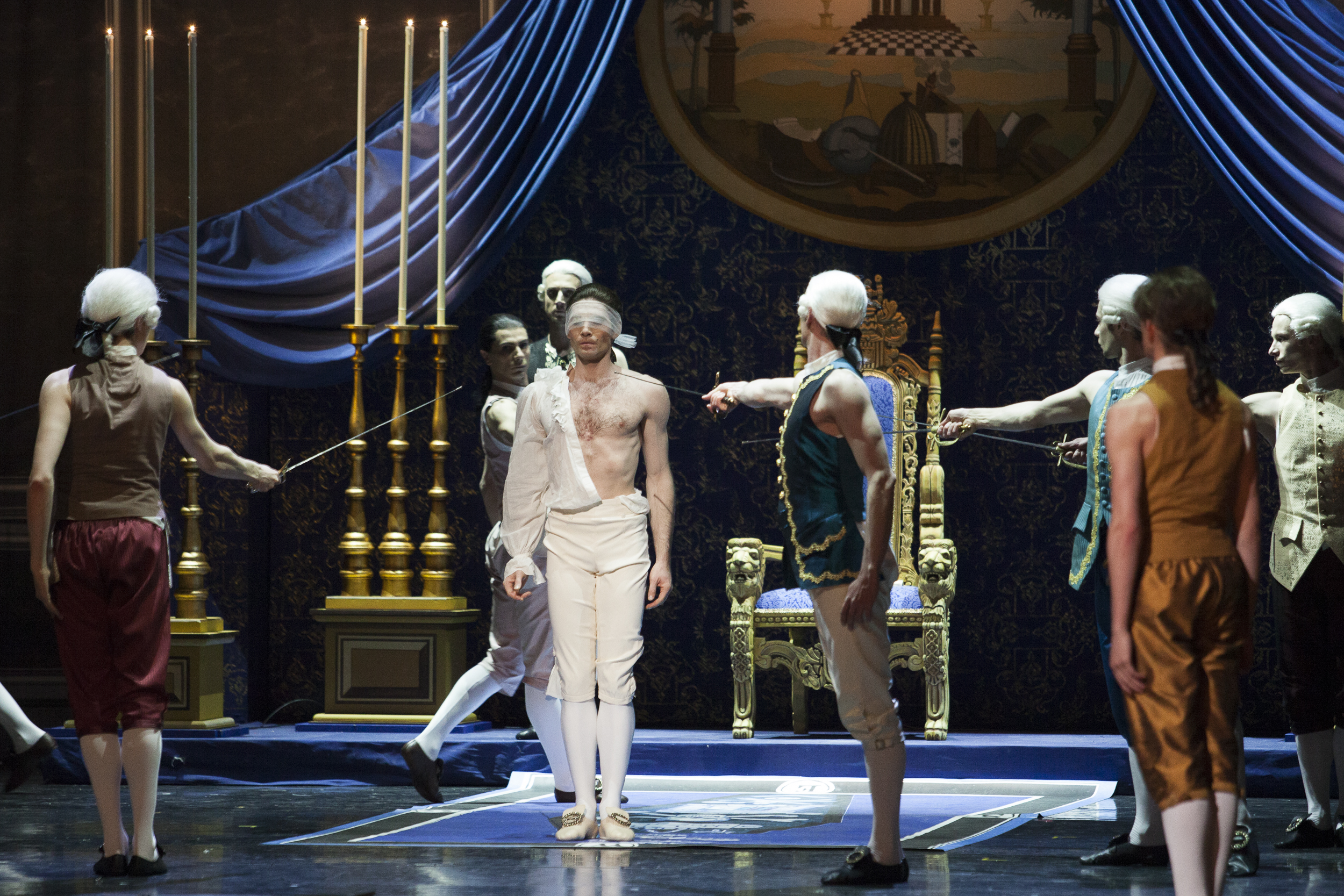
Afiliacja Casanovy do loży w warszawskiej świątyni wolnomularskiej w przedstawieniu Casanova w Warszawie Krzysztofa Pastora, Polski Balet Narodowy, 2015

Loża wolnomularska – podstawowa jednostka organizacyjna wolnomularstwa, a także miejsce spotkań wolnomularzy. Na jej czele stoi Czcigodny Mistrz oraz grupa oficerów lożowych. Dla powołania loży potrzeba przynajmniej siedmiu mistrzów wolnomularskich oraz zgody władz obediencji.
Loża wolnomularska jest pomieszczeniem zbudowanym na planie prostokąta, zorientowanym zgodnie z głównymi kierunkami geograficznymi, z najważniejszym – Wschodem.
Loże działają w różnych obrządkach i rytach. Stowarzyszenia kilku lóż tworzą obediencję. Każda loża posiada duży stopień autonomii.
Rytualne prace loży odbywają się w wolnomularskiej świątyni. W przeciwieństwie do pomieszczenia/budowli religijnej, ta jest świecka, filozoficzna i filantropijna.
Poza samym rytuałem, istotnym elementem prac lożowych są tzw. deski, czyli referaty, które następnie są dyskutowane. W pracach lożowych bardzo ważne znaczenie ma również muzyka.

## Oficerowie lożowi
W lożach wolnomularskich wyznaczeni (bądź wybrani) masoni pełnią specyficzne funkcje zwane oficerskimi (spotyka się także określenie „urzędnik”). Wiążą się z nimi rozliczne uprawnienia i obowiązki. Różne odłamy masonerii w różny sposób określają liczbę i nazwy oficerów, choć najważniejsze urzędy są wspólne dla wszystkich obediencji. Istnienie większości stanowisk oficerskich jest uświęcone długoletnią tradycją i znajduje umocowanie w podstawowym dokumencie wolnomularskim – Konstytucji Andersona (spisana na początku XVIII wieku). Niektóre (zwłaszcza te najważniejsze) pochodzą jeszcze z czasów wolnomularstwa operatywnego (cechowego) – wzmianki o nich można spotkać w statutach z XIV i XV wieku (np. Statuty Schowe’a).
Najważniejsze są trzy urzędy: Czcigodnego Mistrza oraz dwóch Dozorców (bez obecności tych oficerów loża nie może powstać ani pracować). Są one określane jako Trzy Oficerskie Światła Loży. Stopień niżej znajdują się Mówca i Sekretarz.
- Czcigodny Mistrz (ang. Honourable Master) – przewodniczący loży, najważniejsza postać lożowa, w większości obediencji po wyborze (tzw. instalacji) Czcigodny Mistrz wskazuje oficerów, z którymi chciałby pracować podczas swojej kadencji. Wskazanie musi jednak zostać potwierdzone przez głosowanie (zazwyczaj tajne) przeprowadzane pośród tych wolnomularzy z loży, którzy mają stopień mistrzowski
- Dozorcy (ang. Warden, Pierwszy i Drugi, czasem nazywany Starszym i Młodszym) – oficerowie loży, którzy w hierarchii wolnomularskiej zajmują miejsce po Czcigodnym. Pierwszy Dozorca opiekuje się wolnomularzami – Kolumna Południowej, Drugi Dozorca – Kolumna Północnej. Pierwszy Dozorca jako jedyna osoba w loży może (czasowo) zastąpić Czcigodnego Mistrza
- Mówca (ang. Speaker) – strażnik konstytucji i przepisów ogólnych, do obowiązków Mówcy należy zgłaszanie wniosków do głosowania
- Sekretarz (ang. Secretary) – zajmuje się prowadzeniem zapisów lożowych
- Odźwierny (ang. Tyler) – wolnomularz czuwający nad bezpieczeństwem prac loży
- Jałmużnik (ang. Almoner) – zajmuje się zbieraniem funduszy na cele charytatywne, odpowiada przed Skarbnikiem
- Skarbnik (ang. Treasurer) – sprawuje pieczę nad finansami loży
- Wielki Ekspert (ang. Expert) – czuwa nad rozstrzygnięciami rytualnymi
- Mistrz Ceremonii (ang. Master of Ceremony) – prowadzi sprawy bieżące dotyczące rytuału
- Mistrz Harmonii (ang. Master of Harmony) – zajmuje się muzyką lożową, inicjuje śpiewy etc.

W wolnomularstwie anglosaskim spotyka się jeszcze innych oficerów – np. dziekanów (Dean).

## Zasady przyjmowania do lóż
Większość lóż przyjmuje na nowych adeptów osoby mające minimum 18–25 lat (zależnie od obediencji), które nie były karane sądownie i posiadają w swoim środowisku dobrą opinię. Tradycyjnie do loży można było być przyjętym z rekomendacji należących do niej wcześniej braci, obecnie jednak niektóre obediencje zachęcają do samodzielnego zgłaszania się do lóż. Kandydaci są jednak selekcjonowani przez mistrzów lóż, według im tylko znanych kryteriów i wiele kandydatur jest odrzucanych na wstępie lub po tzw. przesłuchaniu „pod opaską”, w trakcie którego bracia z loży mogą zadać kandydatowi dowolne pytanie.
Niektóre loże oficjalnie publikują zasady rządzące procesem aplikacji.
Kandydat do Wielkiej Loży Narodowej Polski (wolnomularstwo odłamu konserwatywnego) musi być mężczyzną i zgodnie z tradycją zadeklarować wiarę w Wielkiego Budowniczego Wszechświata. Wielki Wschód Polski (wolnomularstwo liberalne) nie wymaga od kandydatów wiary w Wielkiego Budowniczego Wszechświata, przyjmują także agnostyków i ateistów.
Zgodnie z tradycją wolnomularstwa regularnego, Wielka Loża Narodowa Polski przyjmuje do lóż wyłącznie mężczyzn. Wielki Wschód Polski i Wielki Wschód Rzeczypospolitej Polskiej są organizacjami mieszanymi, inicjującymi zarówno mężczyzn, jak i kobiety. Organizacją także mieszaną przyjmującą kobiety i mężczyzn jest Federacja Le Droit Humain, oraz wolnomularstwo ezoteryczne Memphis-Misraim. W Polsce istnieją także dwie loże żeńskie – Prometea i Gaja Aeterna, należące do Wielkiej Żeńskiej Loży Francji. Obediencja ta inicjuje wyłącznie kobiety, ale na swoich prawach przyjmuje mężczyzn z innych obediencji liberalnych.

## Obraz loży
Obraz loży – prowadzony na bieżąco spis członków loży wolnomularskiej. Dawniej określano tak też zbiór symboli masońskich na podłodze lub dywanie loży.

## Polskie loże

### Polskie lożeWielkiej Loży Narodowej Polski
Loże należące do Wielkiej Loży Narodowej Polski:
- Loża Matka Kopernik – Warszawa
- Walerian Łukasiński – Warszawa
- Przesąd Zwyciężony – Kraków
- La France (francuskojęzyczna) – Warszawa
- Świątynia Hymnu Jedności – Poznań
- Eugenia Pod Ukoronowanym Lwem – Gdańsk
- Pod Szczęśliwą Gwiazdą – Warszawa
- Iwan Łuckiewicz (białoruskojęzyczna) – Warszawa
- Silesia – Legnica
- Wolność Odzyskana – Lublin
- Emil Drach – Katowice[5]
- Pi – Warszawa[6][7]
- Semper In Altum – Kraków[8]
- Enigma (anglojęzyczna) – Warszawa[9][10]

### Polskie lożeWielkiego Wschodu Polski
- Wolność Przywrócona, Warszawa, Ryt Francuski[11]
- Galileusz[12], Bydgoszcz, Ryt Szkocki Dawny i Uznany[13]
- Moria, Ryga (Łotwa), Ryt Szkocki Dawny i Uznany[14]
- Cezary Leżeński, Warszawa, Ryt Szkocki Dawny i Uznany[15]
- Witelon, Warszawa (cała Polska, korespondencyjnie)[16], Ryt Szkocki Dawny i Uznany[17]
- Atanor, Warszawa[18], Ryt Szkocki Dawny i Uznany[19]
- Abraxas pod Światłem Syriusza[20], Warszawa i Poznań[21], Ryt Memphis-Misraim
- Universe – Warszawa, pracuje w języku angielskim. Ryt Francuski oraz Ryt Szkocki Dawny i Uznany[22]
- Astrolabium – Kraków, Ryt Szkocki Dawny i Uznany
- Synergia – Europa, pracuje w języku angielskim. oraz Ryt Szkocki Dawny i Uznany[23]
- Pod Sokołem i Sową – Poznań, Ryt Szkocki Dawny i Uznany, Ryt Francuski[24]

### Polskie lożeWielkiego Wschodu Rzeczypospolitej Polskiej
Loże należące do Wielkiego Wschodu Rzeczypospolitej Polskiej:
- Loża Nadzieja na Wsch.: Warszawy[26]
- Loża Trzech Braci na Wsch.: WarszawyRyt Francuski Nowoczesny
- Loża Europa na Wsch.: Warszawy
- Loża Gwiazda Morza na Wsch.: Gdańska[27]
- Loża Karol Marcinkowski na Wsch.: Poznania[28]
- Loża Saule Perkons Daugava na Wsch.: Rygi
- Loża Braterstwo nad Olzą na Wsch.: Cieszyna

### Polskie lożeWielkiego Wschodu Francji
Loże należące do Wielkiego Wschodu Francji:
- Gabriel Narutowicz – Kraków

### Polskie loże „Le Droit Humain”
Loże należące do „Le Droit Humain”:
- Loża Matka „Pierre et Marie Curie” – Warszawa
- „Orzeł Biały” – Katowice
- „Rencontre Fraternelle” (francuskojęzyczna) – Warszawa
- „Konstytucja 3 Maja” – Warszawa
- „Braterstwo pod Wawelem” – Kraków
- „Michał Tokarzewski-Karaszewicz” – Kielce
- „Janusz Korczak” – Łódź[31]
- „Pod Trzema Basztami” – Poznań[31]
- „Wanda Dynowska” – Wrocław[31]
- Loża Doskonalenia „Spirala” – Warszawa
- Loża Doskonalenia „Świetlisty Krąg” – Katowice
- Kapituła „Feniks” – Warszawa
- Areopag „Orzeł Czarny i Biały” – Warszawa

### Polskie loże Rady Najwyższej RSDU
(Wielkich Suwerennych Inspektorów Generalnych 33 i Ostatniego Stopnia Rytu Dawnego Uznanego Wolnych i Przyjętych Mularzy Polski)
- Loża Doskonalenia „Jan Józef Lipski” – Warszawa
- Loża Doskonalenia „Góra Wawel” – Kraków
- Loża Doskonalenia „Miłość i Wierność” – Poznań
- Loża Doskonalenia „Temple de Isis” (francuskojęzyczna) – Warszawa
- Kapituła Różokrzyżowców „Tadeusz Gliwic” – Warszawa
- Kapituła Różokrzyżowców „Andrzej Strug” – Poznań
- Kapituła Różokrzyżowców „Jerzy Langrod” – Kraków
- Areopag Wielkich Wybranych Kawalerów Kadosz „ORDO AB CHAO” – Warszawa
- Konsystorz Wielkich Kawalerów Tajemnicy Królewskiej „Polonia” – Warszawa

### Polskie Loże Rady Najwyższej Inspektorów Generalnych 33 i ostatniego stopnia Rytu Szkockiego Dawnego i Uznanego Wolnych i Uznanych Mularzy Polski i krajów Bałtyckich
Loże należące do Rady Najwyższej Inspektorów Generalnych 33 i ostatniego stopnia Rytu Szkockiego Dawnego i Uznanego Wolnych i Uznanych Mularzy Polski i krajów Bałtyckich:
- Loża Doskonałości Dharma – Warszawa
- Loża Doskonałości Wieża Babel – Warszawa

### Polskie loże Wielkiej Żeńskiej Loży Francji
- Prometea – Warszawa[33]
- Gaja Aeterna – Warszawa[34]
- Budowa Loży Doskonałości Wrota Kosmosu na Wschodzie Warszawy

### Polskie loże Wielkiej Loży Kultur i Duchowości (Grande Loge des Cultures et de la Spiritualité)
Loże należące do Wielkiej Loży Kultur i Duchowości:
- Ul – Toruń
- Erasmus Roterodamus – Ustroń
- Jan Henryk Dąbrowski – Warszawa
- Loża Doskonałości „Jan Szczepański” – Ustroń

### Polskie loże Wielkiej Loży Francji (Grande Loge de France)
Loże należące do Wielkiej Loży Francji:
- Fryderyk Chopin – Warszawa

## Niektóre wydarzenia z działalności lóż polskich
- 1717 – powołanie Wielkiej Loży Narodowej Londynu, uznawane za początek światowego wolnomularstwa spekulatywnego.
- 1721 – powstaje Czerwone Bractwo, początki masonerii na terenie Rzeczypospolitej
- 1773 – Pierwsza Loża Masońska na Górnym Śląsku, Nysa.
- 1781 – konstytuuje się Wielka Loża Narodowa Wielkiego Wschodu Polski, która podlegając pod Wielką Lożę Anglii wzoruje się na konstytucji Jamesa Andersona[37]
- 1784 – powstanie Wielkiego Wschodu Polski (wówczas pod nazwą: Wielki Wschód Polski y Litewski)[38] pracującego na terenie Królestwa Polskiego i Wielkiego Księstwa Litewskiego
- 1821 – wydany przez Aleksandra I zakaz działalności wolnomularstwa na terenie całego Cesarstwa
- 1878 – utworzona zostaje loża w Chorzowie.
- 1920 – powstanie Wielkiej Loży Narodowej „Polacy Zjednoczeni”
- 1921 – powstanie Bund deutscher Freimaurerlogen in Polen
- 1925 – utworzenie pierwszej placówki Zakonu Wolnomularstwa Zjednoczonego „Le Droit Humain” w Polsce
- 1935 – utworzenie w Warszawie Wielkiej Świątyni Mistycznej Polski podległej Zakonowi Masońskiemu Wschodniego Obrządku Dawnego i Pierwotnego Memphis-Misraïm
- 1938 – dekretem prezydenta RP Ignacego Mościckiego następuje rozwiązanie wszystkich stowarzyszeń masońskich w Polsce
- 1961 – powołanie w Warszawie loży „Kopernik”, która działa w konspiracji
- 1991 – reaktywowanie loży „Wolność Przywrócona”, loży matki Wielkiego Wschodu Polski[39]
- 1991 – Wielka Loża Narodowa Polska zostaje wpisana jako stowarzyszenie do rejestru Sądu Wojewódzkiego w Warszawie.
- 1997 – powołanie Wielkiego Wschodu Polski
- 1998 – powstanie Trójkąta Wolnomularskiego Wielkiej Żeńskiej Loży Francji w Polsce
- 2000 – utworzenie loży „Prometea”, należącej do Wielkiej Żeńskiej Loży Francji /Grand Lodge Feminine de France/
- 2008 – utworzenie loży „Galileusz” w Bydgoszczy, erygowany przez Wielki Wschód Polski[40]
- 2009 – utworzenie loży „Moria” w Rydze, należącej do Wielkiego Wschodu Polski[41]
- 2009 – utworzenie loży „Cezary Leżeński”, należącej do Wielkiego Wschodu Polski[42]
- 2010 – utworzenie loży „Witelon”, należącej do Wielkiego Wschodu Polski[43]
- 2010 – utworzenie loży „Gaja Aeterna”, należącej do Wielkiej Żeńskiej Loży Francji /Grand Lodge Feminine de France./
- 2012 – utworzenie loży „Atanor”, należącej do Wielkiego Wschodu Polski[44]
- 2013 – powstanie trójkąta wolnomularskiego Jan i Elżbieta Heweliusz na Wschodzie Gdańska (Wielki Wschód Polski)
- 2013 – wystąpienie Loży Kultura z Wielkiego Wschodu Polski
- 2015 – powstanie trójkąta wolnomularskiego Karol Marcinkowski na Wschodzie Poznania[45] (Loża Kultura na Wschodzie Warszawy)
- 2017 – powołanie Wielkiego Wschodu Rzeczypospolitej Polskiej[46]
- 2019 – utworzenie lóż „Abraxas – pod Światłem Syriusza”[47], anglojęzycznej „Universe”[48], „Astrolabium”[49] oraz „Synergia”[50] należących do Wielkiego Wschodu Polski
- 2019 – utworzenie loży „Fryderyk Chopin”, należącej do Wielkiej Loży Francji[51]
- 2020 – utworzenie loży „Pod Sokołem i Sową”[52] należącej do Wielkiego Wschodu Polski
- 2020 – utworzenie anglojęzycznej loży doskonałości „Dharma” Rady Najwyższej Polski Suwerennych Wielkich Inspektorów Generalnych 33 i ostatniego Stopnia Rytu Szkockiego Dawnego i Uznanego[53]
- 2020 – wystąpienie loży „Kultura” z Wielkiego Wschodu Rzeczypospolitej Polskiej[54]